# Distretto di Caujul
Il distretto di Caujul è uno dei sei distretti della provincia di Oyón, in Perù. Si trova nella regione di Lima e si estende su una superficie di 105,5 chilometri quadrati.
Istituito il 30 gennaio 1871, ha per capitale la città di Caujul.